# Омер Вриони
Омер Вриони е албански водач и османски военачалник от 20-те години на XIX век.

## Биография
Произхожда от влиятелен бератски род, подчинен на Али паша Тепелена. През 1798 – 1799 година воюва срещу Наполеон в Египет. По-късно командва част от армията на Али паша в конфликта му с централната османска власт. През 1820 година преминава на страната на султана, в замяна на което получава титлата паша на Берат. На следващата година оглавява армия, натоварена със задачата да потуши гръцкото освободително въстание. Разгромява въстаниците северно от Термопилите, достига Атина и деблокира обсадените в Акропола турски войски, но не успява да постигне по-големи успехи. През 1822 и 1823 година воюва при Месолонги и в други райони на Западна Гърция съвместно с войските на Решид Мехмед паша. Неуспехите му карат правителството в Цариград да го заподозре, че във войната с гърците държи преди всичко на укрепването на властта си в Берат. Вследствие на това през 1824 е преместен като комендант на Солун. Участва в Руско-турската война от 1828 – 1829 година. През есента на 1828 година предвожда безуспешния опит на османците да разкъсат обсадата на Варна.